# Autorité d'information financière
Pour les articles homonymes, voir AIF.

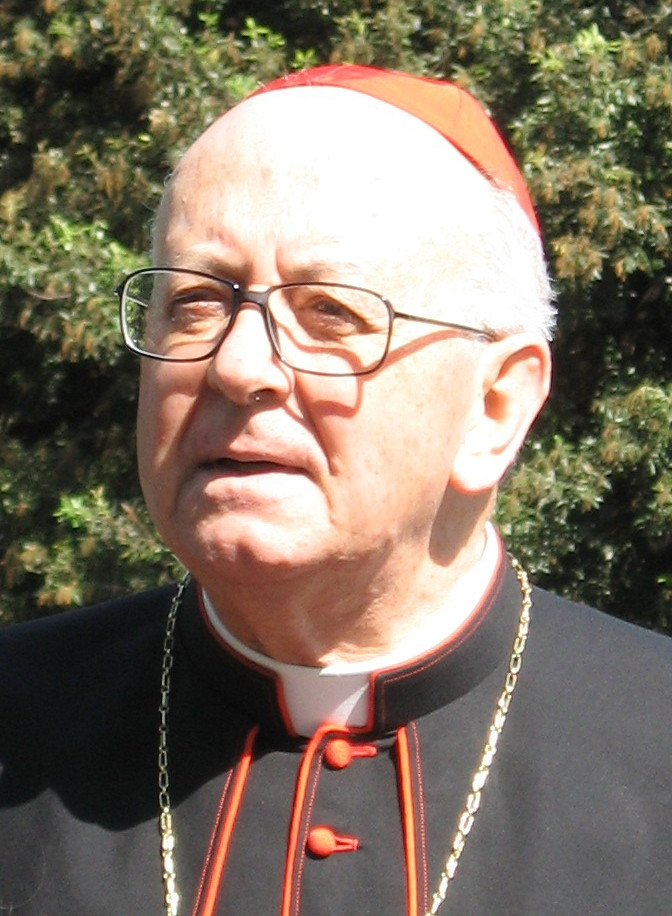
Attilio Nicora.

L'Autorité d'information financière, en italien : Autorità di Informazione Finanziaria, aussi désignée par le sigle AIF est une institution de l'État de la Cité du Vatican chargée de la lutte contre les activités illégales dans les domaines financier et monétaire.

## Historique
L'Autorité est créée par une lettre apostolique en forme de motu proprio de Benoît XVI le 30 décembre 2010. Elle bénéficie d'une personnalité juridique canonique publique et de la personnalité civile au Vatican. Elle est régie par les articles 186 et 190-191 de la constitution apostolique Pastor Bonus. Sa création est dictée par la nécessité pour le Vatican de se conformer aux normes internationales en matière de mouvements financiers, et en particulier de blanchiment des revenus d'activités criminelles et du financement du terrorisme. Ce même jour, sont également publiés les statuts de l'AIF ainsi que la loi 127 du l'État de la Cité du Vatican à la nouvelle réglementation pour la prévention et la lutte contre les activités illégales dans les domaines financier et monétaire
Le 19 janvier 2011, le cardinal Attilio Nicora est nommé par le pape Benoît XVI en tant que premier  président du comité de direction, à quatre personnes, de la nouvelle autorité d'information financière du Vatican,.
Le 25 janvier 2012, la loi 127 qui définit les modalités d'action de l'AIF est modifiée par décret de la secrétairerie d'État, dans le sens d'une diminution des pouvoirs de l'Autorité, entraînant un jugement négatif de la part de Moneyval, l'organisme du conseil de l'Europe chargé d'évaluer les politiques de transparence financière et de lutte contre le blanchiment des états membres.
Le 8 août 2013, le pape François publie un nouveau motu proprio ajoutant aux rôles déjà attribués à l'AIF la fonction de surveillance préventive des institutions qui accomplissent une activité professionnelle de nature financière et créant le Comité de sécurité financière.
Le 15 novembre 2013, toujours par le biais d'un motu proprio, le pape promulgue de nouveaux statuts de l'AIF, prenant en compte les dernières missions qui lui ont été confiées et précisant les rôles des différents acteurs de la gouvernance de l'Autorité : le président, le conseil de direction et la direction.
Le rapport annuel de mai 2017 a mis en évidence l'augmentation de la coopération bilatérale du Vatican et un renforcement du système interne par l'adoption d'une nouvelle circulaire relative aux principes comptables et aux exigences de déclaration.

## Fonctionnement
L'AIF a à sa tête un comité de direction dont les membres sont nommés par le pape et ayant à sa tête le président de l'AIF. 
Elle est dirigée par une direction composée d'un directeur et d'un vice-directeur.

### Présidents
- Attilio Nicora (2011 - 30 janvier 2014[9])
- Giorgio Corbellini par intérim (30 janvier 2014[9] - 20 novembre 2014[10])
- René Brülhart[11] (depuis le 19 novembre 2014[10]) (Premier laïc à occuper cette fonction)

### Direction
- Francesco De Pasquale (2011 - 2012).
- René Bruelhart (2012-2014), nommé président.
- Tommaso Di Ruzza (21 janvier 2015 - 20 janvier 2020).
- Giuseppe Schlitzer (depuis le 15 avril 2020)[12]

### Sources
- (en) Cet article est partiellement ou en totalité issu de l’article de Wikipédia en anglais intitulé « Financial Information Authority (Vatican City) » (voir la liste des auteurs).

- Cet article est partiellement ou en totalité issu de l'article intitulé « Autorité pour l'information financière » (voir la liste des auteurs).